# Serreta de Lavans
La Serreta de Lavans és una serra situada al municipi d'Alins a la comarca del Pallars Sobirà, amb una elevació màxima de 2.727 metres.